# Ladislav Beran
Ladislav Beran (8 febbraio 1967) è un attore e coreografo ceco.
Famoso per aver interpretato il ruolo di Karl Ruprecht Kroenen nel film Hellboy, diretto da Guillermo del Toro.

## Filmografia

### Attore
| Anno | Titolo                                    | Ruolo                              | Note |
| ---- | ----------------------------------------- | ---------------------------------- | ---- |
| 2001 | Rebelové                                  | trombonista                        |      |
| 2002 | Blade II                                  | spacciatore                        |      |
| 2004 | Hellboy                                   | Karl Ruprecht Kroenen              |      |
| 2011 | Mission: Impossible - Protocollo fantasma | Guardia #1 della sala di controllo |      |

### Coreografo
| Anno | Titolo   |
| ---- | -------- |
| 2001 | Rebelové |
| 2002 | Blade II |